# Baie de Hilo

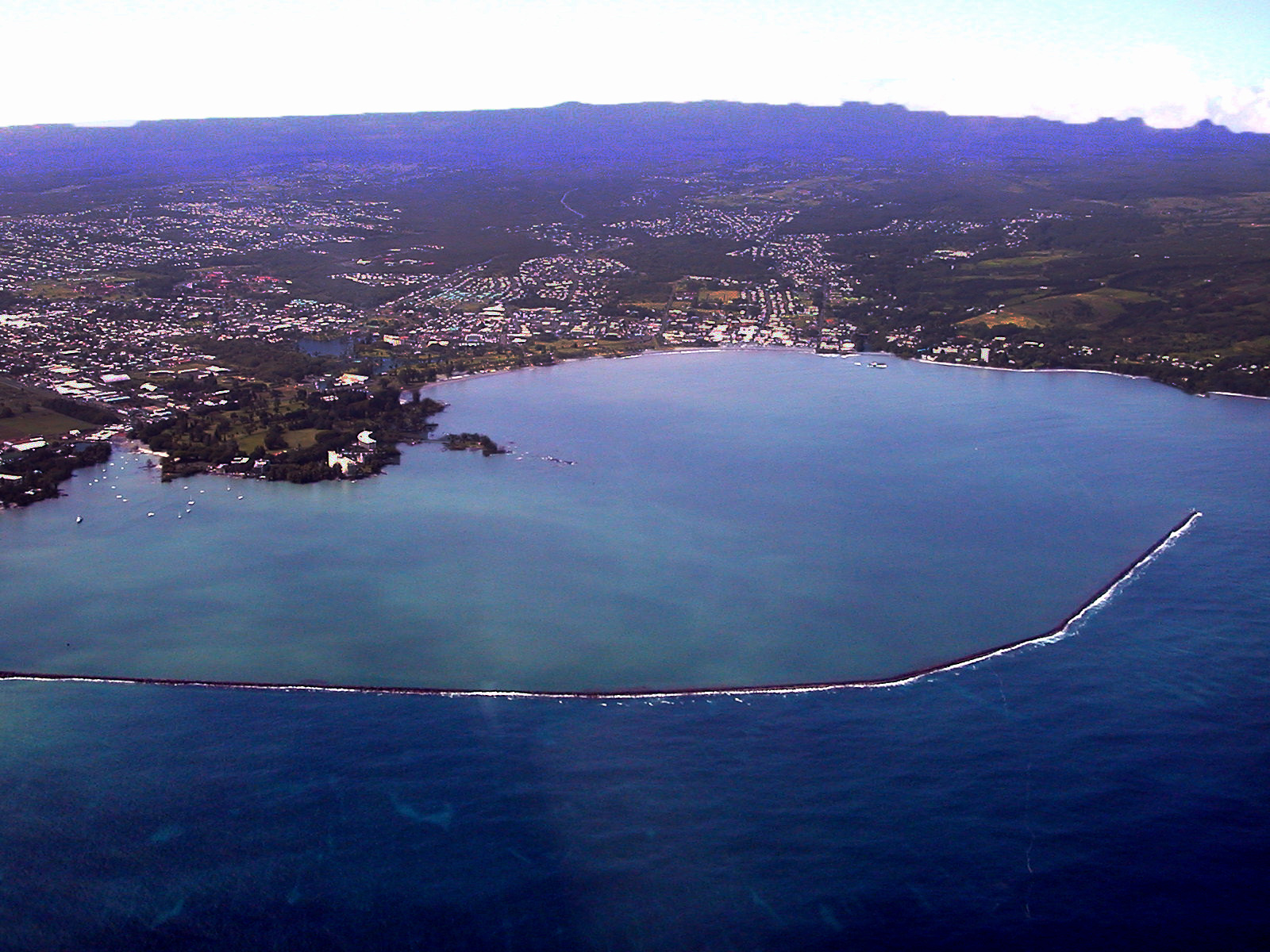
Vue aérienne de la baie de Hilo

La baie de Hilo est une baie située sur la côte est de l'île Hawaï.
Elle fut durement touchée par un tsunami le 1er avril 1946. Cet événement motiva les Américains à créer le centre d’alerte des tsunamis dans le Pacifique sur Oahu, une autre île de l'archipel.